# Maria Teresa Bial
Maria Teresa Bial (Barcelona?, segle XX) fou una jugadora de tennis de taula catalana.
Membre del Tívoli Ping Pong Club, al Campionat de Catalunya de 1945 es proclamà campiona en dobles (1945), fent parella amb Dolors Moliné, i en dobles mixtos, amb Jaume Capdevila. En l'àmbit estatal, guanyà el Campionat d'Espanya de dobles mixtos (1944), amb Jaume Capdevila, i el subcampionat individual.